# Aechmea kentii
Aechmea kentii es una especie de planta del género Aechmea, de la familia Bromeliaceae, descrita por (H.Luther) L.B.Sm. & M.A.Spencer. Especie epifita que crece principalmente en el bioma tropical húmedo.
Se encuentra a elevaciones de hasta 400 metros. Cuenta con hojas rígidas y estrechas de hasta 30 pulgadas de ancho, es de color rosado aunque puede variar a rojo. Está en peligro de extinción.

## Distribución
Especie nativa de América del Sur: Ecuador.